# Екран майстра підземелля
«Екран майстра Підземелля» (англ. Dungeon Masters Screen, пізніше названий англ. Dungeon Master's Screen) — аксесуар для фентезійної рольової гри Dungeons & Dragons.

## Історія видання

### Advanced Dungeons & Dragons
«Екран майстра Підземелля» 1979 року був оригінальним екраном майстра підземелля для першого видання правил Advanced Dungeons & Dragons і складався з двох панелей і окремої частини з чотирьох панелей. Він містив найважливіші бойові правила для легкого ознайомлення.:95
Перший «Екран майстра Підземелля» був опублікований TSR 1979 року у вигляді двох картонних екранів та мав обкладинку Дейва Трампіра. Другий друк у тому ж році складався з двох ширм із картону, із малюнку Ерола Отуса із зображенням воїна, що бореться з драконом, на титульній панелі.:95
Оригінальний екран було переглянуто, перепаковано та перейменовано як REF1 («Довідник 1» або «Екран майстра Підземелля»). Проєкт розроблено Бобом Блейком і опубліковане TSR у 1985 році як два трисекційні екрани з картону.:111–112 Це видання містило переглянуті діаграми та таблиці для бою.:111–112 Він містив екран майстра підземелля, екран гравців і титульний аркуш, який містить короткий опис здібностей персонажів гравців за рівнями та те, які характеристики та спорядження має кожен клас.

### 2-е виданняAdvanced Dungeons & Dragons
Екран для другого видання правил AD&D був розроблений Жаном Рейбом і Брюсом Рейбом, обкладинку створив Джеф Ізлі. Проєкт був опублікований TSR у 1989 році як екранний картон із 16-сторінковим буклетом.:111–112
Друге видання AD&D версії REF1 1989 року доповнювалося пригодницьким сценарієм під назвою «Жахливе нещастя в Трагідорі» (Terrible Trouble at Tragidore), який містив пропозиції щодо того, як стати більш досвідченим майстром підземелля.:111–112 Його автором був Теувін Вудрафф. Переглянутий екран майстра підземелля та покажчик майстра другого видання містить два екрани з повним списком таблиць, щоб забезпечити легкий довідник, включаючи: критичні удари, списки обладнання та розташування планів існування. Два індекси в Головному покажчику містять правила та списки, знайдені в семи основних книгах другого видання, деталізуючи кожне правило, числовий модифікатор, магічний предмет і заклинання в алфавітному порядку та перехресні посилання на те, де їх можна знайти в книгах.
Інша версія, «Екран майстра підземелля та покажчик майстра» (Dungeon Master Screen & Master Index), була опублікована TSR у 1995 році.

### 3-е виданняDungeons & Dragons
«Екран майстра підземелля» (Dungeon Master Screen) був опублікований у 2000 році, розроблений і зібраний Дейлом Донованом і Кімом Моханом, а обкладинка представлена Джеффом Ізлі. Для кампанії Забуті Королівства також було опубліковано «Екран майстра підземелля», який включав буклет під назвою «Зустрічі на Фаеруні» (Encounters in Faerûn), розроблений Скіпом Вільямсом і Дуейном Максвеллом, а також обкладинку від Джастіна Світа.

### 4-е виданняDungeons & Dragons
Для 4-го видання D&D у серпні 2008 року було опубліковано базовий екран майстра підземелля. У лютому 2011 року було випущено оновлену версію «Екран майстра підземелля Делюкс» (Deluxe Dungeon Master's Screen) із більш щільним картоном і новішими малюнками.

### 5-е виданняDungeons & Dragons

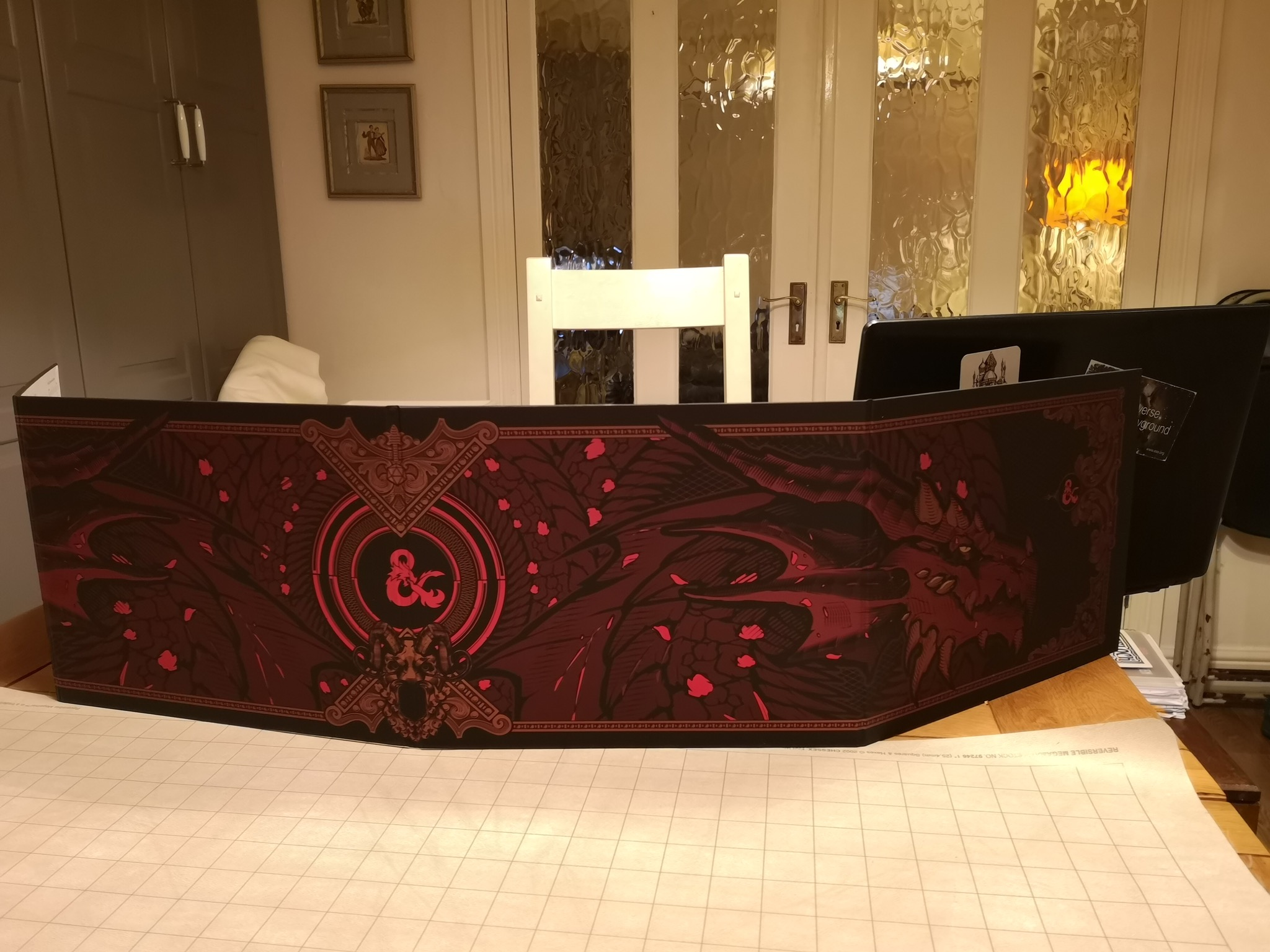
5-е видання «Екран майстра підземелля» з колекційного подарункового набору основної книги правил від художника Hydro74.

«Екран майстра підземелля» був випущений для 5-го видання гри в січні 2015 року. У вересні 2017 року була випущена переглянута версія під назвою «Перевиданий екран Майстра підземелля» (Dungeon Master's Screen Reincarnated), яка містить переглянуті ілюстрації та діаграми. Крім того, екрани для конкретних кампаній, виготовлені за ліцензією Game Force 9, були випущені як доповнення до основних модулів пригод.

## Відгуки
Перша версія «Екрану майстра підземелля» отримала нагороду Gamer's Choice.:111–112
Переглянуте перше видання екрану REF1 було досить збалансовано оцінено Джезом Кіном у журналі Imagine. Кін назвав інформаційний аркуш корисним допоміжним засобом пам'яті, але пропустив інформацію про раси персонажів гравців і типи зброї та обладунків, доступних для кожного класу. Кін назвав екран гравців «менш корисним», цікавлячись, що саме гравці мають переглядати. Екран гравців містив стандартні таблиці заклинань, зброї та спорядження, а також таблиці «попадання» і, за словами Кіна, на ньому приділено «надто багато місця» для гранатоподібних снарядів. Що стосується екрану DM, Кін зазначив, що таблиці не містять нічого дивного, але оскільки довідкові таблиці в «Посібнику Майстра підземелля» набагато менш корисні, ніж ті, що в «Довіднику гравця», рецензент «використовував їх і продовжуватиме це робити».
Кіт Айзенбайс опублікував рецензію на 2-е видання продукту у номері White Wolf за 1993 рік. Він похвалив супутню пригоду, але негативно відгукнувся про сам екран, заявивши, що «він простий і ненадихаючий», і зазначив, що він погано використовує простір. Він оцінив його в 2 бали з 5 можливих.
Трентон Вебб переглянув друге видання AD&D Dungeon Master Screen & Master Index для журналу Arcane, оцінивши його на 7 із 10. Він відчував, що пошук інформації на екранах "може виявитися трохи складним, оскільки екрани, очевидно, були створені Джексоном Поллоком ". Він назвав індекси «вправою з чіткої та зрозумілої функціональності» і що, використовуючи «ефективну систему позначень, легко знайти будь-що», перераховане в індексі, але попередив, що «ви повинні думати в термінах і назвах TSR, щоб знайти запис». Вебб підсумував свій огляд «Екран майстра підземелля та покажчик майстра», сказавши: «Індекс є важливою річчю; екрани менш важливими, оскільки більшість DM розробили власний екран або альтернативну систему для готових довідок. Але це коштує 6 фунтів стерлінгів, щоб мати можливість швидко знайти кожне правило, яке ви знаєте, що ви читали, але забули раніше, де…»
У ретроспективному огляді «Екрану майстра підземелля» у Black Gate Скотт Тейлор сказав: «У перші роки використання механіки AD&D 1-го видання, на мою думку, екрани мали найбільше значення. У тій системі екрани були потрібні для легкого доступу до складних таблиць „влучень“ та збереження кидків. Це було ідеальне місце для їх розміщення, і я не впевнений, що це було початковою концепцією дизайну, але як би там не було, вони працювали дуже добре. Якщо припустити, що це було їх первинним призначенням, то вторинним наслідком екрану була і залишається справжня геніальна ідея, яка полягала в тому, щоб приховати кістки від цікавих очей гравців».
«Екран майстра підземелля Dungeons & Dragons» отримав нагороду Gold Ennie Award 2015 за «Найкращу допомогу/аксесуар».

## Огляди
- Magia i Miecz № 25 (січень 1996) (польська)[9]